# Tanja Grunwald
Tanja Grunwald (* 5. Januar 1968) ist eine dänische Casting Directorin und Filmproduzentin.

## Leben
Tanja Grunwald ist die Tochter des Schauspieler-Ehepaares Morten Grunwald und Lily Weiding. Aus der vorherigen Ehe ihrer Mutter hat sie zwei Halbschwestern, darunter die Schauspielerin Julie Wieth.
Nachdem sie anfänglich selbst einige Zeit lang als Schauspielerin tätig war, wechselte sie dann zum Betty Nansen Theater und später dann zum Ostre Gasvaerk Teater, wo sie als Produktionsassistentin tätig war. 
Tanja Grunwald ist als Casterin für skandinavische Filme und europäische Fernsehserien tätig.
Tanja Grunwald ist verheiratet und lebt in Kopenhagen.